# (994) Otthild
(994) Otthild est un astéroïde de la ceinture principale découvert le 18 mars 1923 par l'astronome allemand Karl Reinmuth. Sa désignation provisoire était 1923 NL.